# Phytodietus gelitorius
Phytodietus gelitorius är en stekelart som först beskrevs av Carl Peter Thunberg 1822.  Phytodietus gelitorius ingår i släktet Phytodietus och familjen brokparasitsteklar. Arten är reproducerande i Sverige. Inga underarter finns listade i Catalogue of Life.